# Julien Ravier
Pour les articles homonymes, voir Ravier.
Ne doit pas être confondu avec Stéphane Ravier.
Julien Ravier, né le 16 février 1978 à Marseille, est un homme politique français.
Membre des Républicains (LR), il est élu maire du 6e secteur de Marseille en 2017. Il est député des Bouches-du-Rhône de 2020 à 2022, succédant là aussi à Valérie Boyer, élue sénatrice.

## Biographie

### Situation personnelle
Né à la clinique Beauregard, Julien Ravier grandit à Marseille. Il est père de deux enfants. Après des études au lycée Lacordaire, il obtient un DEA en droit communautaire.
Pendant cinq ans, Julien Ravier est missionné auprès de la Commission européenne en tant que juriste analyste. Il retourne vivre par la suite dans sa ville natale, devenant attaché de presse à la mairie de Marseille.
En 2007, après l'élection de Valérie Boyer à l'Assemblée nationale, il devient son collaborateur parlementaire. Il poursuit sa carrière au sein de l'école de commerce Kedge Business School, où il est directeur des relations institutionnelles et médias.
Julien Ravier pratique la course à pied et la natation au Cercle des nageurs de Marseille, son club formateur où il a été nageur en sport-étude puis champion de France junior de water-polo.
Julien Ravier n'a pas de lien familial avec Stéphane Ravier, sénateur RN des Bouches-du-Rhône depuis 2014.

### Parcours politique
En 2014, Julien Ravier est élu conseiller municipal de Marseille sur les listes de Jean-Claude Gaudin. Il figure en 9e position sur la liste conduite par Roland Blum dans les 11e et 12e arrondissements de la ville.
En juillet 2017, il est élu maire du 6e secteur de Marseille, malgré la candidature dissidente du premier adjoint sortant Didier Zanini, l’emportant de justesse avec 20 voix contre 17, à la suite de la démission de Valérie Boyer.
Il est candidat à sa succession lors des élections municipales de 2020, sur les listes de Martine Vassal. Au premier tour, il arrive en tête dans son secteur en obtenant 28,13 % des suffrages exprimés. Lors du second tour, reporté au mois de juin en raison de la pandémie de Covid-19, Julien Ravier l'emporte dans une quadrangulaire, malgré la présence à droite de l'ancien maire de secteur Robert Assante.
À la suite de l’élection de Valérie Boyer comme sénatrice en septembre 2020, il devient député de la 1re circonscription des Bouches-du-Rhône, étant le suppléant de celle-ci. Il entre en fonction le 8 octobre 2020 et rejoint le groupe Les Républicains. Le 4 novembre, Sylvain Souvestre lui succède comme maire du 6e secteur de Marseille.

## Affaire de procurations frauduleuses
Dans le cadre de l’affaire des procurations soupçonnées frauduleuses lors des élections, en particulier concernant celles des résidents de l’EHPAD de Saint-Barnabé, Julien Ravier décide de suspendre, le 18 juin 2020, son directeur de campagne, Richard Omiros, « à titre conservatoire et en raison des fonctions opérationnelles qu’il a occupées dans ce domaine ». Julien Ravier est placé en garde en vue le 22 septembre 2020. Soupçonné d'avoir pris part à des fraudes électorales à Marseille, il se trouve menacé d’inéligibilité. Le 11 janvier 2022, le Conseil d'État reconnaît « l'existence de manœuvres frauduleuses au profit de la liste menée par Julien Ravier », mais constate qu'elles n'ont pu avoir d'incidence sur les résultats des élections. Il confirme les résultats des élections municipales de 2020 dans le 6e secteur de Marseille mais annule l'élection de Julien Ravier en qualité de conseiller municipal et de conseiller communautaire, qui est déclaré inéligible pour une durée d'un an. Par conséquent, il ne peut pas se présenter aux élections législatives de 2022,,. Il est jugé dans cette affaire en 2024. Lors des débats, le parquet l’avait désigné comme le bénéficiaire, mais aussi l’artisan actif de la fraude en réclamant contre lui trois ans de prison avec sursis, une amende de 20 000 euros et la durée maximale d’inéligibilité, soit dix ans. Finalement, Julien Ravier est relaxé par la justice qui ne reconnaît aucun élément matériel contre lui dans le dossier. Plusieurs de ses collaborateurs, parmi lesquels son directeur de cabinet et de campagne, sont eux condamnés.